# Jan Eichhorn
Jan Eichhorn (Sonneberg, 8 mei 1981) is een Duitse rodelaar. Hij won de bronzen medaille op de wereldkampioenschappen rodelen in 2007. Hij was zesde op de Olympische Spelen in 2006.